# 1. deild islandzka w piłce nożnej (1992)
1. deild 1992 (znana jako Samskipadeild karla ze względów sponsorskich) – 81. edycja najwyższej klasy rozgrywkowej piłki nożnej na Islandii.
Brało w niej udział 10 drużyn, które w okresie od 23 maja do 12 września 1992 rozegrały 18 kolejek meczów. Obrońcą tytułu był zespół Víkingur. Mistrzostwo po raz trzynasty w historii zdobyła drużyna ÍA.

## Drużyny
| Uczestnicy poprzedniej edycji                                                                                 | Uczestnicy poprzedniej edycji | Uczestnicy poprzedniej edycji | Uczestnicy poprzedniej edycji |
| --- | ----------------------------- | ----------------------------- | ----------------------------- |
| VÍR | Víkingur Reykjavík            | 1                             |                               |
| FRA | Fram                          | 2                             |                               |
| KRE | KR                            | 3                             |                               |
| VAL | Valur                         | 4                             |                               |
| BRE | Breiðablik                    | 5                             |                               |
| KA | KA Akureyri                   | 6                             |                               |
| ÍBV | ÍB Vestmannaeyja              | 7                             |                               |
| FH | FH                            | 8                             |                               |
| Awans z 2. deild karla                                                                                        |                               |                               |                               |
| ÍA | Akraness                      | 1                             |                               |
| ÞÓR | Þór Akureyri                  | 2                             |                               |
| Oznaczenia: - kolumna pierwsza – skróty nazw drużyn, - kolumna trzecia – miejsce zajęte w poprzednim sezonie. |                               |                               |                               |

## Tabela
| Lp. | Drużyna            | M  | Z  | R | P  | B+ | B- | +/– | Pkt | Kwalifikacja lub spadek                 |
| --- | ------------------ | -- | -- | - | -- | -- | -- | --- | --- | --------------------------------------- |
| 1   | ÍA Akraness (M)    | 18 | 12 | 4 | 2  | 40 | 19 | +21 | 40  | Liga Mistrzów UEFA • Runda wstępna      |
| 2   | KR Reykjavík       | 18 | 11 | 4 | 3  | 41 | 17 | +24 | 37  | Puchar UEFA • 1/32 finału               |
| 3   | Þór Akureyri       | 18 | 10 | 5 | 3  | 30 | 14 | +16 | 35  |                                         |
| 4   | Valur (P)          | 18 | 9  | 4 | 5  | 33 | 27 | +6  | 31  | Puchar Zdobywców Pucharów • 1/32 finału |
| 5   | Fram Reykjavík     | 18 | 8  | 1 | 9  | 25 | 27 | −2  | 25  |                                         |
| 6   | FH                 | 18 | 5  | 6 | 7  | 25 | 29 | −4  | 21  |                                         |
| 7   | Víkingur Reykjavík | 18 | 5  | 4 | 9  | 25 | 33 | −8  | 19  |                                         |
| 8   | ÍBV                | 18 | 5  | 1 | 12 | 23 | 44 | −21 | 16  |                                         |
| 9   | Breiðablik (S)     | 18 | 4  | 3 | 11 | 14 | 31 | −17 | 15  | Spadek do 2. deild karla                |
| 10  | KA (S)             | 18 | 3  | 4 | 11 | 18 | 33 | −15 | 13  | Spadek do 2. deild karla                |

## Wyniki
| Gospodarz \ Gość   | BRE | FRA | FH  | ÍA  | ÍBV | KA  | KR  | VAL | VÍK | ÞÓR |
| ------------------ | --- | --- | --- | --- | --- | --- | --- | --- | --- | --- |
| Breiðablik         |     | 1–0 | 1–3 | 0–1 | 2–3 | 2–1 | 1–0 | 0–5 | 0–0 | 0–1 |
| Fram Reykjavík     | 3–0 |     | 1–0 | 0–2 | 3–1 | 1–0 | 3–1 | 0–2 | 2–1 | 0–2 |
| FH                 | 2–1 | 3–0 |     | 0–4 | 1–2 | 2–2 | 2–2 | 0–0 | 2–2 | 0–0 |
| ÍA Akraness        | 4–2 | 2–0 | 3–1 |     | 7–1 | 1–0 | 3–1 | 1–5 | 2–2 | 1–0 |
| ÍBV                | 0–0 | 4–2 | 0–3 | 0–1 |     | 2–1 | 0–2 | 1–2 | 1–2 | 0–1 |
| KA                 | 1–2 | 1–2 | 3–3 | 1–0 | 1–3 |     | 1–1 | 1–3 | 1–0 | 0–2 |
| KR Reykjavík       | 1–0 | 3–2 | 4–1 | 2–2 | 3–0 | 3–0 |     | 0–0 | 3–0 | 3–1 |
| Valur              | 2–0 | 1–4 | 1–0 | 1–1 | 3–2 | 4–0 | 1–9 |     | 1–2 | 0–3 |
| Víkingur Reykjavík | 3–1 | 2–2 | 1–2 | 1–3 | 6–1 | 0–2 | 0–2 | 2–1 |     | 1–4 |
| Þór Akureyri       | 1–1 | 1–0 | 2–0 | 2–2 | 4–2 | 2–2 | 0–1 | 1–1 | 3–0 |     |

## Najlepsi strzelcy
| Bramki | Strzelcy               | Drużyna  |
| ------ | ---------------------- | -------- |
| 15     | Arnar Gunnlaugsson     | ÍA       |
| 11     | Bjarni Sveinbjörnsson  | Þór      |
| 10     | Ragnar Margeirsson     | KR       |
| 10     | Anthony Karl Gregory   | Valur    |
| 10     | Helgi Sigurðsson       | Víkingur |
| 9      | Valdimar Kristófersson | Fram     |
| 8      | Andri Marteinsson      | FH       |
| 7      | Tómas Ingi Tómasson    | ÍBV      |
| 7      | Gunnar Már Másson      | KA       |
| 7      | Steinar Ingimundarsson | KR       |